# Drukpa Kunley
Drukpa Kunley (1455 - 1529) surnommé le « fou divin » est un moine bouddhiste tibétain de la tradition Mahamudra et de l'école Drukpa connu pour son comportement excentrique, son refus de l'ordre ecclésiastique et sa folle sagesse. Il est devenu très populaire au Bhoutan où il serait à l’origine du rôle protecteur du phallus.
Selon Françoise Pommaret : « Dans la population bhoutanaise, il existe une espèce de folklore autour de Drukpa Kunley. Mais en ce qui concerne la dimension religieuse, on est bien au-delà du coureur de jupon et de l’alcoolique. Sa façon hétérodoxe de pratiquer le bouddhisme est très rare. Bien sûr, il aimait les femmes ! Mais il ne faut pas oublier que l’on est dans un contexte bien particulier de bouddhisme tantrique. »
Il eut plusieurs descendants qui ont joué un rôle important dans l'histoire du Bhoutan, notamment Tenzin Rabgye.